# Йон Ґіка
Йон Ґіка (рум. Ion Ghica, *12 серпня 1816, Бухарест — †7 травня 1897, Димбовіца, Румунія) — румунський математик, педагог, дипломат, політичний і державний діяч, неодноразово займав пост прем'єр-міністра Об'єднаного князівства Волощини і Молдови і президента Румунської академії.

## Біографія
Народився 12 серпня 1816 в Бухаресті.
Здобувши освіту в Парижі, Ґіка в 1843 викладав політичну економію в Ясському університеті і разом з Когальнічано заснував журнал «Прогрес».
Брав участь в революції 1848 року в Дунайських князівствах. Після зречення князя Вібеско, Ґіка вступив на турецьку службу в призначений губернатором Самоса (1856).
Пізніше повернувся на політичну арену Румунії і в 1866 був військовим міністром в кабінеті Ласкера Катарджу. Пізніше він змінив останнього на посаді прем'єра, а потім ще неодноразово головував в кабміні.
Крім цього Ґіка зробив собі ім'я, як автор багатьох наукових праць, статей і монографій.
Помер 7 травня 1897 в Димбовіці.
Румунський льотчик-ас Тудор Гречану був онуком Йона Ґіка.